# Pseudoxenodontinae
Die Pseudoxenodontinae sind eine in Südostasien, China und Taiwan vorkommende Unterfamilie kleiner Schlangen aus der Familie der Nattern (Colubridae). Die Schlangen besiedeln teilweise Bergregionen. Thermophis baileyi kommt sogar in Tibet in Höhen von 3000 bis 4000 Metern vor.

## Merkmale
Die zu den Pseudoxenodontinae gehörenden Arten sind klein bis mittelgroß und werden 40 bis 120 cm lang.
Diagnostisches Merkmal der Unterfamilie ist der sehr tief gegabelte Hemipenes. Jeder Hemipenis ist auf seiner vom Körperstamm nach außen gerichteten Teil mit Calyces besetzt, kleine und einzellige Strukturen, die ein komplexes Faltenmuster bilden, während der mittlere Teil nackt ist. In Fransen angeordnete große Papillen trennen den
nackten Bereich von dem mit Calyces besetzten ab.

## Gattungen und Arten
- Plagiopholis Boulenger, 1893
  - Blakeways Bergschlange (Plagiopholis blakewayi Boulenger, 1893)
  - Plagiopholis delacouri Angel, 1929
  - Indische Halsbandnatter (Plagiopholis nuchalis (Boulenger, 1893))
  - Plagiopholis styani (Boulenger, 1899)
  - Plagiopholis unipostocularis Zhao, Jiang & Huang, 1978
- Pseudoxenodon Boulenger, 1890
  - Pseudoxenodon bambusicola Vogt, 1922
  - Pseudoxenodon baramensis Smith, 1921
  - Pseudoxenodon inornatus Boie, 1827
  - Pseudoxenodon karlschmidti Pope, 1928
  - Großaugen-Gebirgswassernatter (Pseudoxenodon macrops (Blyth, 1855))
  - Pseudoxenodon stejnegeri Barbour, 1908
- Thermophis Malnate, 1953
  - Thermophis baileyi (Wall, 1907)
  - Thermophis zhaoermii Guo, Liu, Feng & He, 2008